# Wendy & Lisa
Wendy & Lisa (brevemente note come Girl Bros.) sono un duo musicale composto da Wendy Melvoin e Lisa Coleman.
Hanno iniziato a lavorare con Prince nei primi anni '80: facevano parte della sua band, The Revolution, prima di mettersi in proprio con la pubblicazione del loro album di debutto nel 1987. In seguito hanno rivolto la loro attenzione a scrivere musica per il cinema e la televisione ed hanno vinto un Emmy Award.
Hanno pubblicato cinque album, il più recente dei quali è White Flags of Winter Chimneys, uscito nel dicembre 2008.

## Discografia

### Album
- Wendy and Lisa (1987), Virgin Records
- Fruit at the Bottom (1989), Virgin Records
- Eroica (1990), Virgin Records
- Girl Bros. (1998), World Domination - ripubblicato come Wendy & Lisa "Girl Brothers Inc." (1999) (autoprodotto)
- White Flags of Winter Chimneys (2008), W. Melvoin/L. Coleman (autoprodotto)
- Snapshots EP (2011) (autoprodotto)

### Colonne sonore
- Toys (1992), Geffen Records
- Heroes: Original Score (2009), La-La Land Records
- Nurse Jackie: Season One Soundtrack (2010), Lionsgate Music
- Dirty Girl Original Motion Picture Soundtrack (2010), Lakeshore Music

- Crossing Jordan Themes (2003)

### Singoli
| Anno                                                                                               | Singolo                | Posizione in classifica | Posizione in classifica | Posizione in classifica | Posizione in classifica | Album                                          |
| Anno                                                                                               | Singolo                | UK                      | NED                     | BEL (FLA)               | US                      | Album                                          |
| -------------------------------------------------------------------------------------------------- | ---------------------- | ----------------------- | ----------------------- | ----------------------- | ----------------------- | ---------------------------------------------- |
| 1987                                                                                               | "Waterfall"            | 66                      | 17                      | 15                      | 56                      | Wendy and Lisa                                 |
| 1988                                                                                               | "Sideshow"             | 49                      | 34                      | 40                      | —                       | Wendy and Lisa                                 |
| 1988                                                                                               | "Honeymoon Express"    | —                       | —                       | —                       | —                       | Wendy and Lisa                                 |
| 1989                                                                                               | "Are You My Baby?"     | 70                      | 12                      | 13                      | —                       | Fruit at the Bottom                            |
| 1989                                                                                               | "Lolly Lolly"          | 64                      | 8                       | 16                      | —                       | Fruit at the Bottom                            |
| 1989                                                                                               | "Satisfaction"         | 27                      | —                       | —                       | —                       | Fruit at the Bottom                            |
| 1989                                                                                               | "Waterfall '89"        | 69                      | —                       | —                       | —                       | solo singolo                                   |
| 1990                                                                                               | "Strung Out"           | 44                      | 31                      | 42                      | —                       | Eroica                                         |
| 1990                                                                                               | "Rainbow Lake"         | 70                      | —                       | —                       | —                       | Eroica                                         |
| 1991                                                                                               | "Don't Try to Tell Me" | 83                      | —                       | —                       | —                       | Eroica                                         |
| 1995                                                                                               | "This Is the Life"     | —                       | —                       | —                       | —                       | Dangerous Minds: Music from the Motion Picture |
| "—" Denota incisioni che non sono entrate in classifica o non sono state pubblicate in quel paese. |                        |                         |                         |                         |                         |                                                |

### Compilation
- Re-Mix-in-a-Carnation (1991)
- Are You My Baby (1996)
- Always in My Dreams (2000)

### Contributi per la discografia di Prince
I seguenti brani, che compaiono sulle emissioni di Prince od associati, sono registrati con ASCAP come parziali composizioni di Wendy & Lisa.
- "17 Days", scritto da Prince, Wendy, Lisa, Dr. Fink
- "America", scritto da Prince, Wendy, Lisa, Brown Mark, Dr. Fink, Bobby Z.
- "A Million Miles (I Love You)", scritto da Prince, Lisa
- "Computer Blue", scritto da Prince, Wendy, Lisa, Dr. Fink, John L. Nelson
- "Mountains", scritto da Prince, Wendy, Lisa
- "Power Fantastic", scritto da Prince, Wendy, Lisa
- "Sometimes It Snows in April", scritto da Prince, Wendy, Lisa